# Damocle (nome)
Damocle  è un nome proprio di persona italiano maschile.

## Varianti
- Maschili: Democle[1]

### Varianti in altre lingue
- Catalano: Dàmocles[3]
- Francese: Damoclès
- Greco antico: Δαμοκλῆς (Dāmoklē̂s)[4]
- Greco moderno: Δαμοκλής (Damoklīs)
- Inglese: Damocles
- Latino: Damocles[1][4]
- Portoghese: Dâmocles
- Russo: Дамокл (Damokl)
- Spagnolo: Damocles[3]

## Origine e diffusione

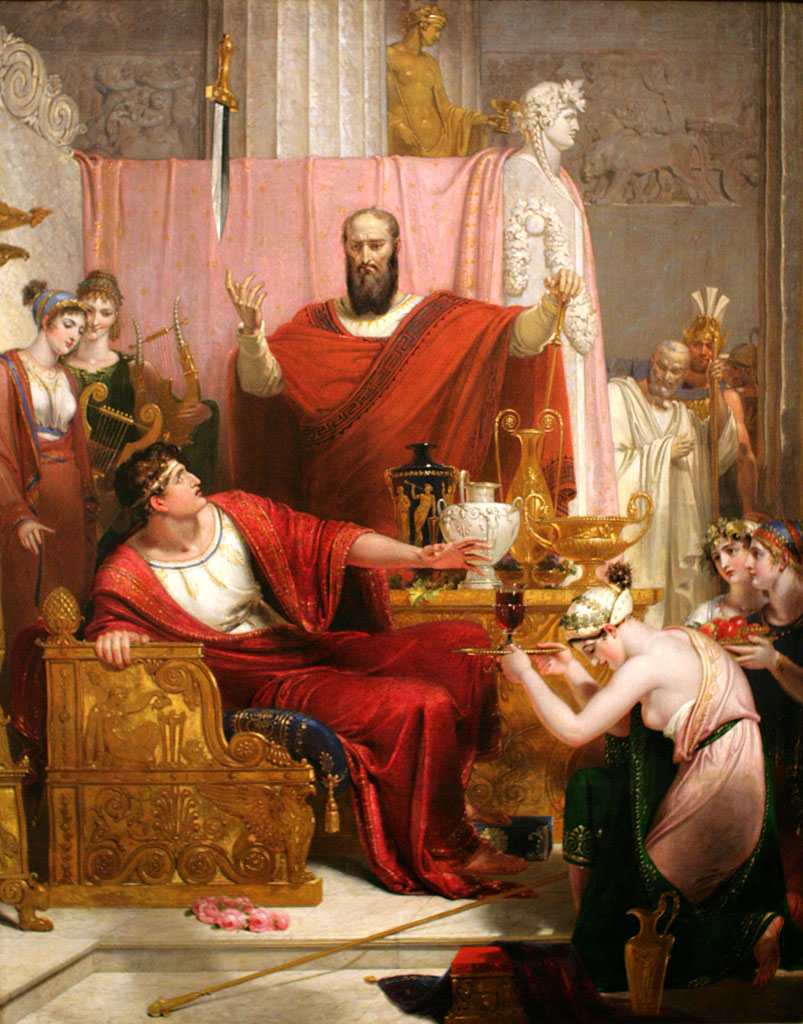
La spada di Damocle, di Richard Westall

Nome di scarsissima diffusione, derivante dal greco Δαμοκλῆς (Dāmoklē̂s); è composto da κλεος (kleos o kles, "gloria", "fama", presente in numerosissimi altri nomi greci quali Ercole, Cleopatra, Diocle, Empedocle, Sofocle e Patroclo) e da δαμος (damos), una variante dorica di δημος (demos, "popolo"), con il significato complessivo di "gloria del popolo". Alcune fonti identificano invece il primo elemento con δάμαω  (damao, "domare", da cui anche Damiano, Damaso e Damon), mentre altre indicano il secondo con kles ("chiamato", "invocato", da cui anche Clio), col significato di "invocato dal popolo".
Il nome è noto principalmente per essere stato portato da Damocle, un personaggio protagonista della tarda leggenda greca della "spada di Damocle": egli, un cortigiano di Dionigi I di Siracusa, affermò che il ruolo di tiranno dava molti vantaggi; Dionigi lo invitò quindi a prendere il suo posto per un giorno, e lo fece sedere a tavola con una spada appesa sopra alla testa.

## Onomastico
Il nome è adespota, ossia privo di santo patrono; l'onomastico ricade quindi il 1º novembre, giorno di Ognissanti.